# Palais Saint James
Pour les articles homonymes, voir Saint James.
Le palais Saint James (en anglais : St. James’s Palace) est l’un des plus vieux palais de Londres. Il est situé entre Pall Mall et The Mall, juste au nord de St James’s Park. Bien que les souverains britanniques n’y résident plus depuis 1837, date de l’accession au trône de la reine Victoria, il demeure la résidence administrative officielle de la Couronne, toujours appelée Court of St. James’s.

## Description

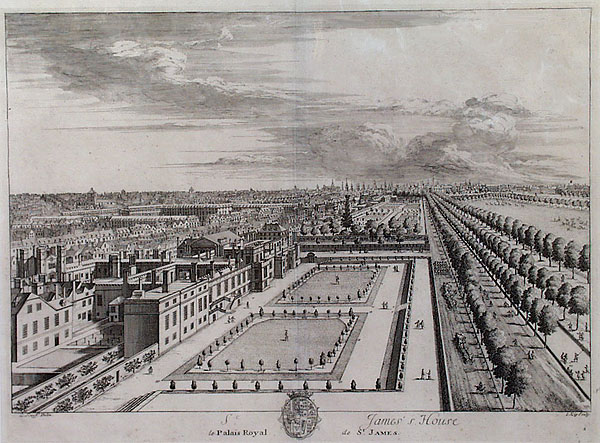
Le palais Saint James et le Mall, représentés dans une gravure de Johannes Kip en 1715.

Le palais a été construit entre 1531 et 1536 sur commande du roi Henri VIII, sur le site d'une ancienne léproserie dédiée à saint Jacques (James en anglais), d'après lequel sont nommés le palais et le parc situé non loin ; l'hôpital a été démantelé dès 1532.
Le nouveau palais, secondaire par rapport au palais de Whitehall, fut construit en brique rouge dans le style Tudor, autour de quatre cours intérieures, nommées Ambassadors' Court, Engine Court, Friary Court et Colour Court. Le grand corps de garde de l'entrée principale subsiste toujours côté nord, au bout de St James's Street. Il est flanqué de tourelles polygonales crénelées percées de fenêtres à guillotine de style georgien.
Le palais est décoré, en plusieurs endroits du chiffre « H.A. », initiales du roi Henri et de sa seconde épouse, la reine Anne Boleyn. Le palais fut réaménagé dès 1544, le roi commandant à Hans Holbein des plafonds peints. À cette époque, le palais est décrit comme « une résidence royale plaisante » (a pleasant royal house).
Cependant, si quelques structures et décorations intérieures des XVIIe et XVIIIe siècles subsistent dans les appartements officiels, notamment les œuvres de Sir Christopher Wren et de William Kent, la majeure partie des décors date du XIXe siècle. Le peintre préraphaélite William Morris, et la firme qu'il créa en 1861, furent ainsi chargés de redécorer l'armurerie et la salle des tapisseries entre 1866 et 1867.

## Histoire

### Des Tudor aux Hanovre
Construit pour le roi Henri VIII, le palais Saint James a vu deux de ses enfants y mourir : en juillet 1536, à 17 ans, son premier fils, illégitime mais potentiel héritier de la couronne, Henry FitzRoy, et en novembre 1558 sa fille, Marie Ire, dont le cœur et les entrailles sont enterrés dans la chapelle du palais, tandis que sa dépouille mortelle repose dans le même tombeau de l'abbaye de Westminster que sa demi-sœur Élisabeth.
La reine Marie Ire a donc habité le palais. C'est là que, le 8 janvier 1558, elle ratifia le traité restituant Calais au royaume de France. Sa demi-sœur, la reine Élisabeth Ire, y aurait aussi résidé en 1588, dans l'attente de l'arrivée de l'Armada espagnole.
Les souverains de la maison Stuart usèrent également du palais Saint James. Le futur Charles II y naquit et y fut baptisé en mai 1630, de même que son frère puîné, le futur Jacques II, en octobre 1633.
En 1638, Charles Ier offrit le palais à Marie de Médicis, mère de son épouse Henriette-Marie. L'ancienne reine de France était en effet en exil depuis le bannissement imposé par son fils, le roi Louis XIII. Elle vécut au palais trois années durant. Cependant, le séjour londonien d'une ancienne reine de France, catholique par surcroît, était mal perçu par la population. Le parlement anglais ne tarda pas à réclamer son départ, et elle s'exila à Cologne.
Lors de la première révolution anglaise, Charles Ier passa sa dernière nuit au palais Saint James, la veille de son exécution, le 30 janvier 1649. Oliver Cromwell prit par la suite possession du palais et le transforma en caserne pendant la durée de l'interrègne. Il fut ensuite restauré dans ses fonctions en 1660 par Charles II, qui a aussi créé St James's Park. Les reines Marie II et Anne y naquirent, respectivement en 1662 et 1665.
Après que le palais de Whitehall fut détruit dans un incendie en 1698, le palais Saint James devint la principale résidence royale à Londres, sous le règne de Guillaume III, ainsi que le centre administratif de la monarchie, rôle qu'il occupe toujours aujourd'hui.
Les trois premiers George utilisèrent en effet le palais Saint James comme résidence londonienne, bien qu'il fût peu prestigieux en comparaison des palais des autres grandes monarchies européennes ; Daniel Defoe le décrivit d'ailleurs comme « petit et minable » (low and mean) en 1725.

### Le déclin au XIXesiècle
En 1809, un incendie détruisit une grande partie du palais, dont les appartements privés du roi situés dans la partie sud-est. Ceux-ci ne furent pas reconstruits, laissant la Queen's Chapel isolée du reste du palais, situation qui devint définitive lorsque, en 1856 et 1857, fut percée Marlborough Road, qui passe désormais entre les deux bâtiments.

Après l'incendie, le Prince Régent, futur George IV, préférant sa demeure de Carlton House, s'y installa un temps. Néanmoins, les appartements d'apparat furent restaurés vers 1813 et plusieurs frères du Prince Régent occupaient des ailes du palais : Lancaster House (qui s'appelait alors Godolphin House) par le prince Frederick, ou Clarence House par le duc de Clarence, futur Guillaume IV.

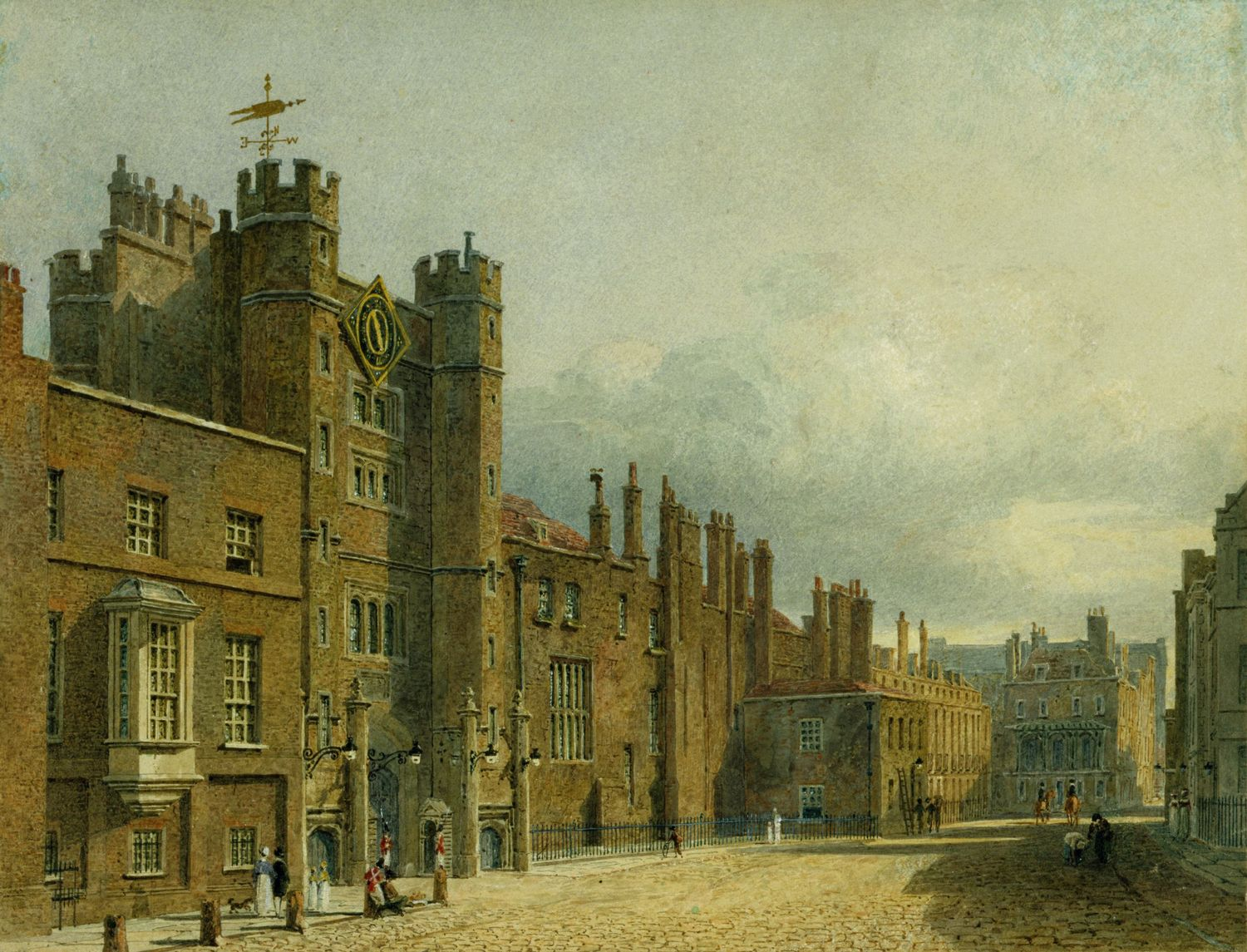
La façade nord du palais, au début du XIXe siècle.
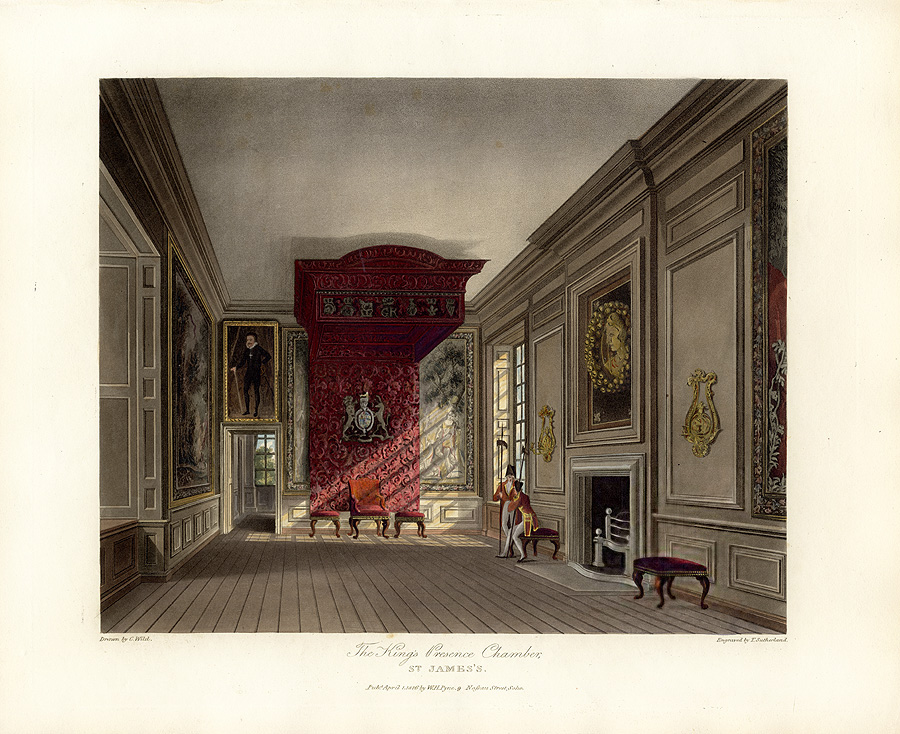
La salle du trône, en 1819.
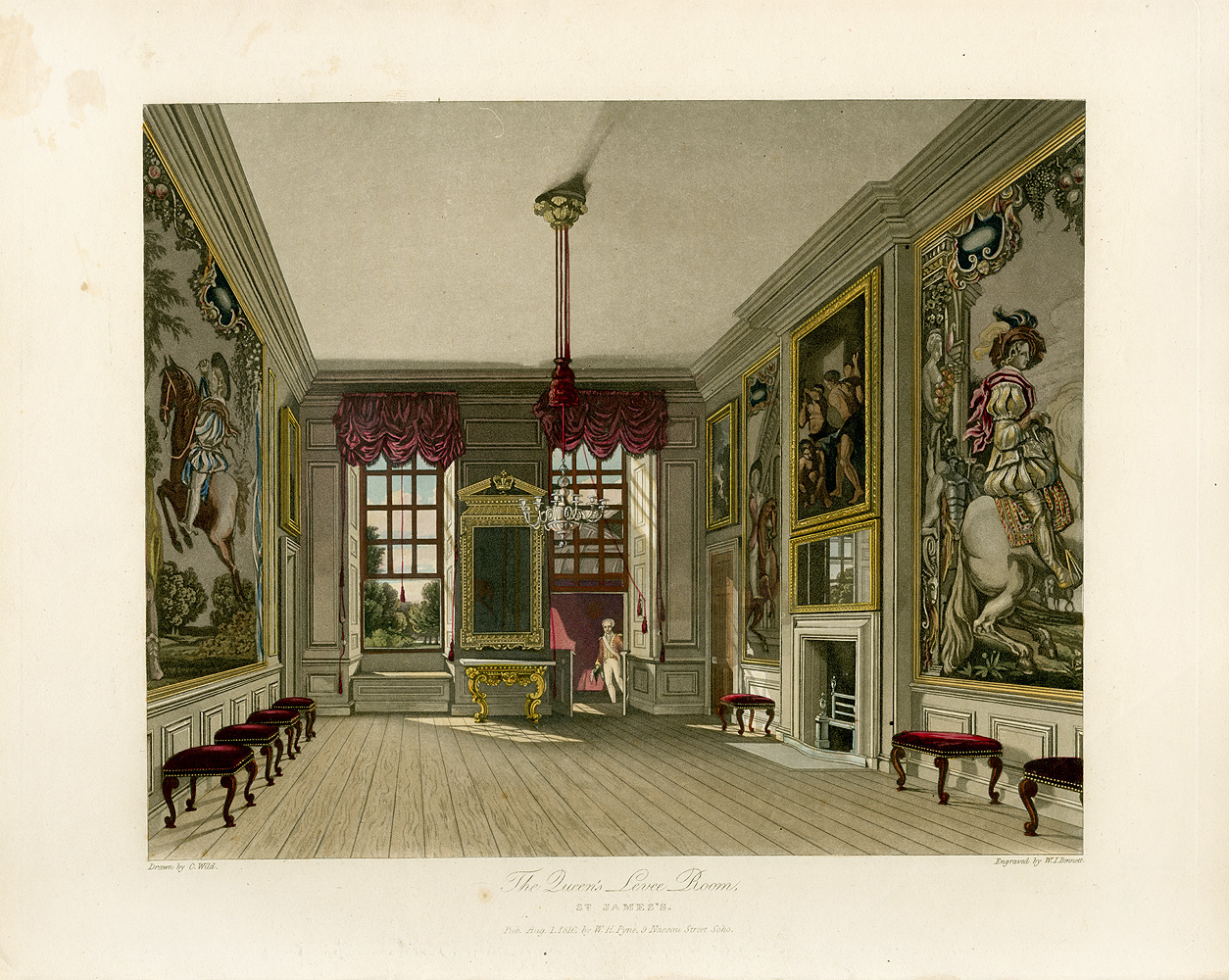
Le salon du lever de la reine.
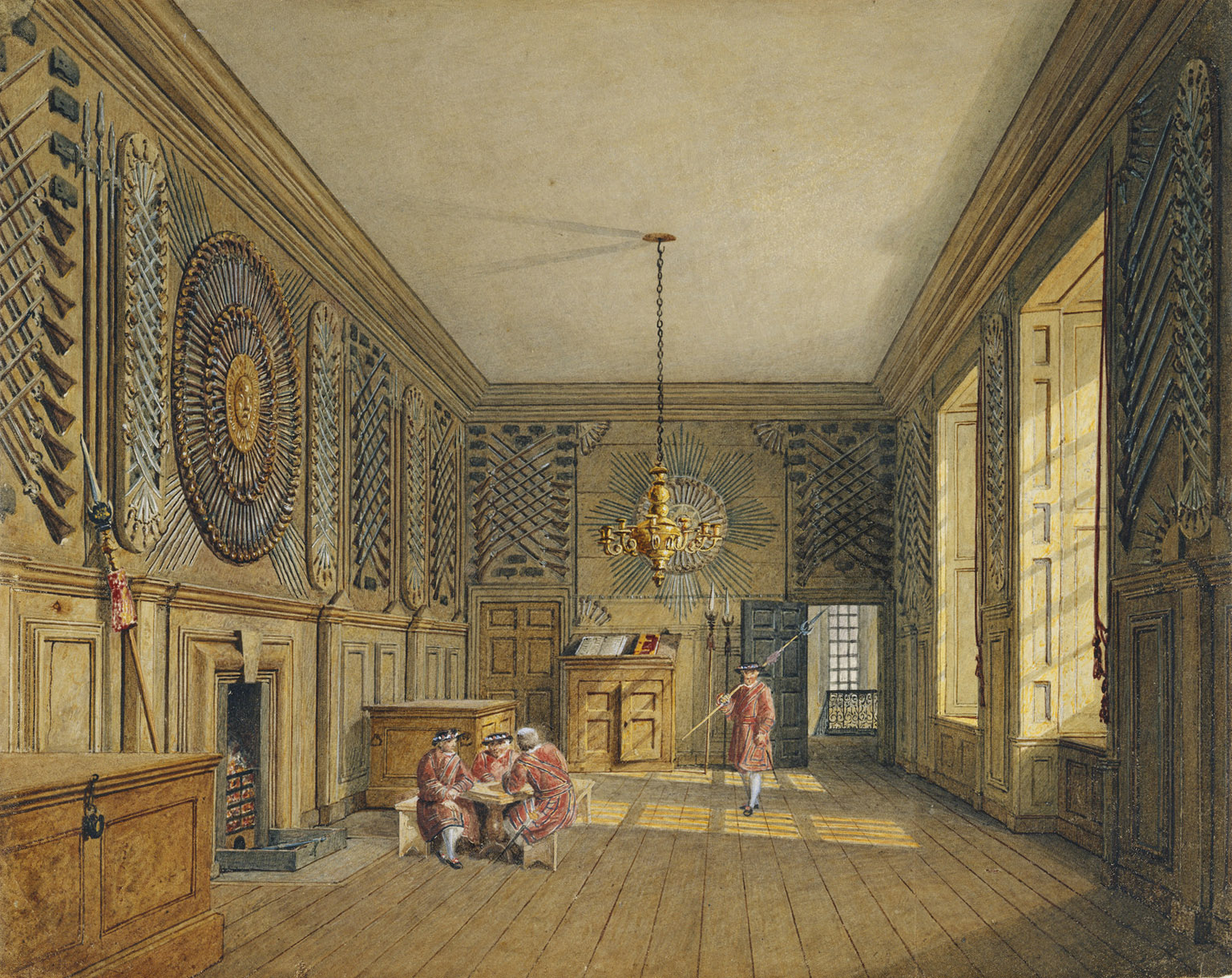
La salle des gardes.

En 1762, George III fit l'acquisition pour son épouse de Buckingham House, qui allait devenir le palais de Buckingham. Dès lors, le palais Saint James continua à perdre de l'importance dans la première moitié du XIXe siècle. Progressivement, il ne fut plus utilisé que pour les cérémonies protocolaires telles que les réceptions officielles, les mariages et les baptêmes royaux. La reine Victoria entérina ce changement en 1837, retirant à Saint James son statut de résidence officielle du monarque.

### Palais protocolaire au XXesiècle
Lorsqu'il était encore prince de Galles, le futur Édouard VIII, fit du palais Saint James sa résidence londonienne, avant de s'installer à Marlborough House. De même, son frère, le futur George VI, alors duc d'York, vécut au palais avant son mariage en 1923.
Plusieurs conférences internationales furent tenus au palais au cours du XXe siècle. En 1912 et 1913 le palais accueillit ainsi la conférence qui devait permettre la signature du traité entre les États des Balkans et l'empire Ottoman, à l'issue des deux guerres balkaniques. En 1931, une table-ronde fut tenue pour évoquer les modalités de l'indépendance de l'Inde britannique. Enfin, en 1941, une « conférence interalliée pour la punition des crimes de guerre » réunit au palais, autour des représentants du Royaume-Uni et de ses dominions, huit gouvernements en exil, ainsi que le Comité national français du général de Gaulle, posant les bases de l'idée d’une juridiction internationale. La déclaration du palais de Saint James sera concrétisée par la création du tribunal de Nuremberg et du tribunal de Tokyo.

## De nos jours

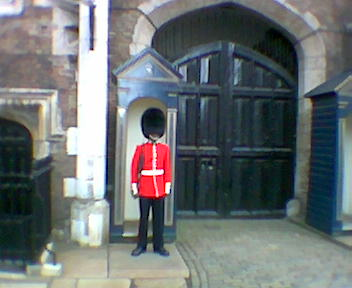
Sentinelle (Grenadier Guard) postée à l'entrée principale du palais.

Le palais Saint James demeure aujourd'hui encore le cœur administratif de la Couronne britannique et le siège de la Cour. Il est d'ailleurs l'un des quatre bâtiments de Londres gardés par les Horse guards (les autres étant le palais de Buckingham, Clarence House et le Horse Guards building).
S'il n'est plus, depuis 1837, la résidence officielle du souverain, le Conseil d'accession s'y réunit depuis cette date, après la mort d'un monarque, pour proclamer l'accession au trône de son successeur. Formellement, les ambassadeurs étrangers sont également toujours accrédités près la Cour de Saint James (ambassador to the Court of St. James's), bien qu'ils soient reçus par le monarque au palais de Buckingham.
Le palais fait partie d'un vaste complexe immobilier de bureaux et d'appartements officiels, comprenant notamment :
- York House, ancienne résidence du prince Charles et de ses fils, les princes William et Harry ;
- Lancaster House, qui est utilisée par le gouvernement pour les réceptions officielles de délégations étrangères ;
- Clarence House, résidence de feue la reine-mère, devenue en 2003 la résidence officielle de Charles et de son épouse Camilla [4].

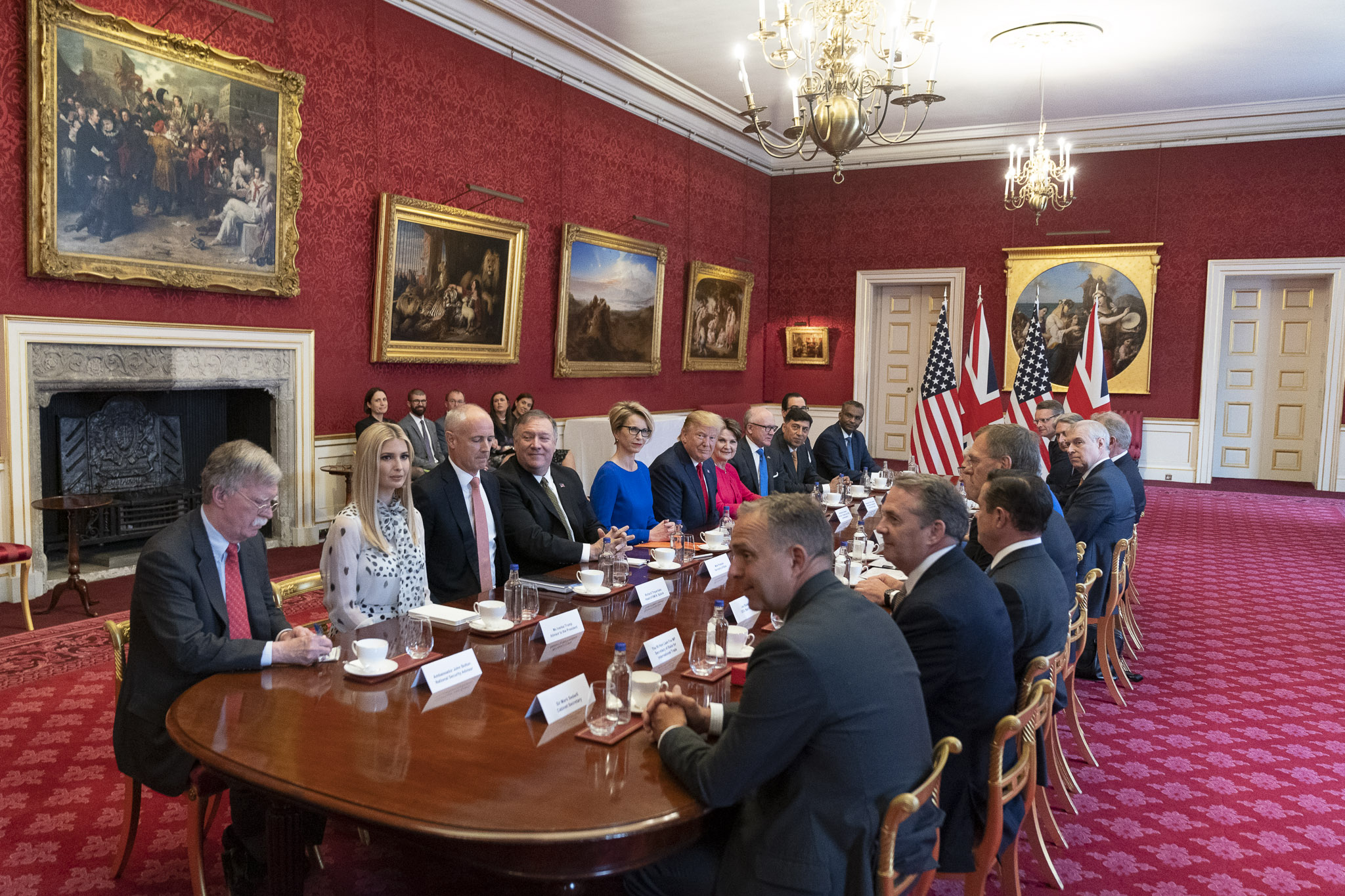
Rencontre américano-britannique au palais Saint James, en 2019.

Le palais est utilisé lors de réceptions officielles, notamment pour des chefs d'États étrangers, ou encore pour accueillir des associations et œuvres de bienfaisance parrainées par des membres de la famille royale. Le palais est par ailleurs la résidence londonienne de la princesse Anne – dite « princesse royale » –, de la princesse Beatrice d'York et de la princesse Alexandra de Kent. À partir de 2009 et pour quelques années, les services des Maisons des princes William et Harry y ont été hébergés, avant de quitter le palais pour celui de Kensington.
Plusieurs services royaux sont également hébergés au palais Saint James :
- le Maréchal du corps diplomatique (His Majesty's Marshal of the Diplomatic Corps) ;
- la chapelle royale (Chapel Royal) ;
- la Garde rapprochée du souverain (His Majesty's Body Guard of the Honourable Corps) ;
- le Corps de la garde royale (the King's Body Guard of the Yeomen of the Guard) ;
- la Chancellerie centrale des ordres de chevalerie (Central Chancery of the Orders of Knighthood) ;
- le Département de la Collection royale (Royal Collection Department) ;
- la Collection philatélique royale (Royal Philatelic Collection) s'y trouve également depuis le début des années 2000.

Le palais Saint James n'est pas accessible au public, à l'exception, certains jours, de la Queen's Chapel, construite par l'architecte Inigo Jones.